# 米埃西莫·達席爾瓦綜合運動場

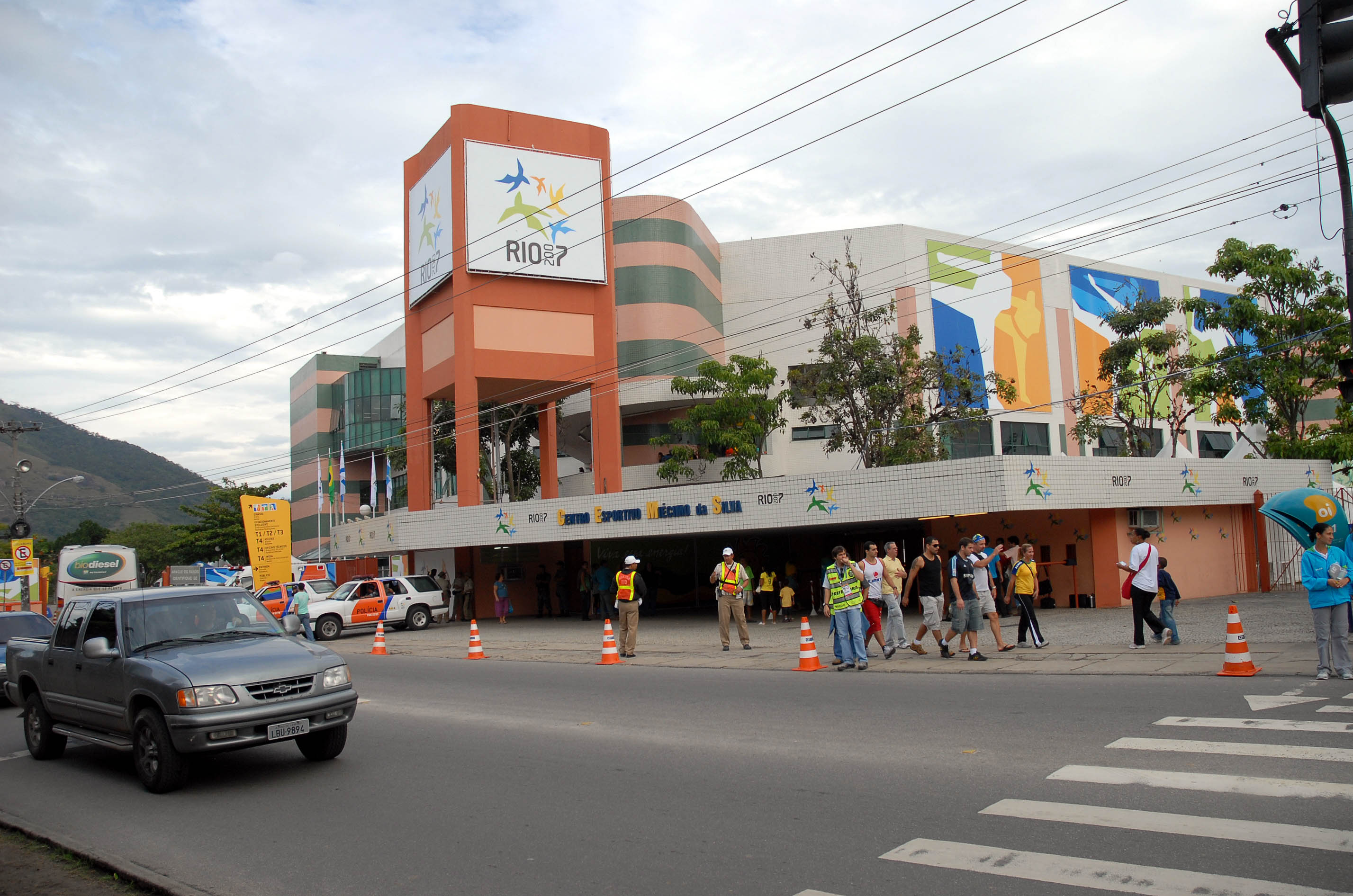
綜合運動場外觀

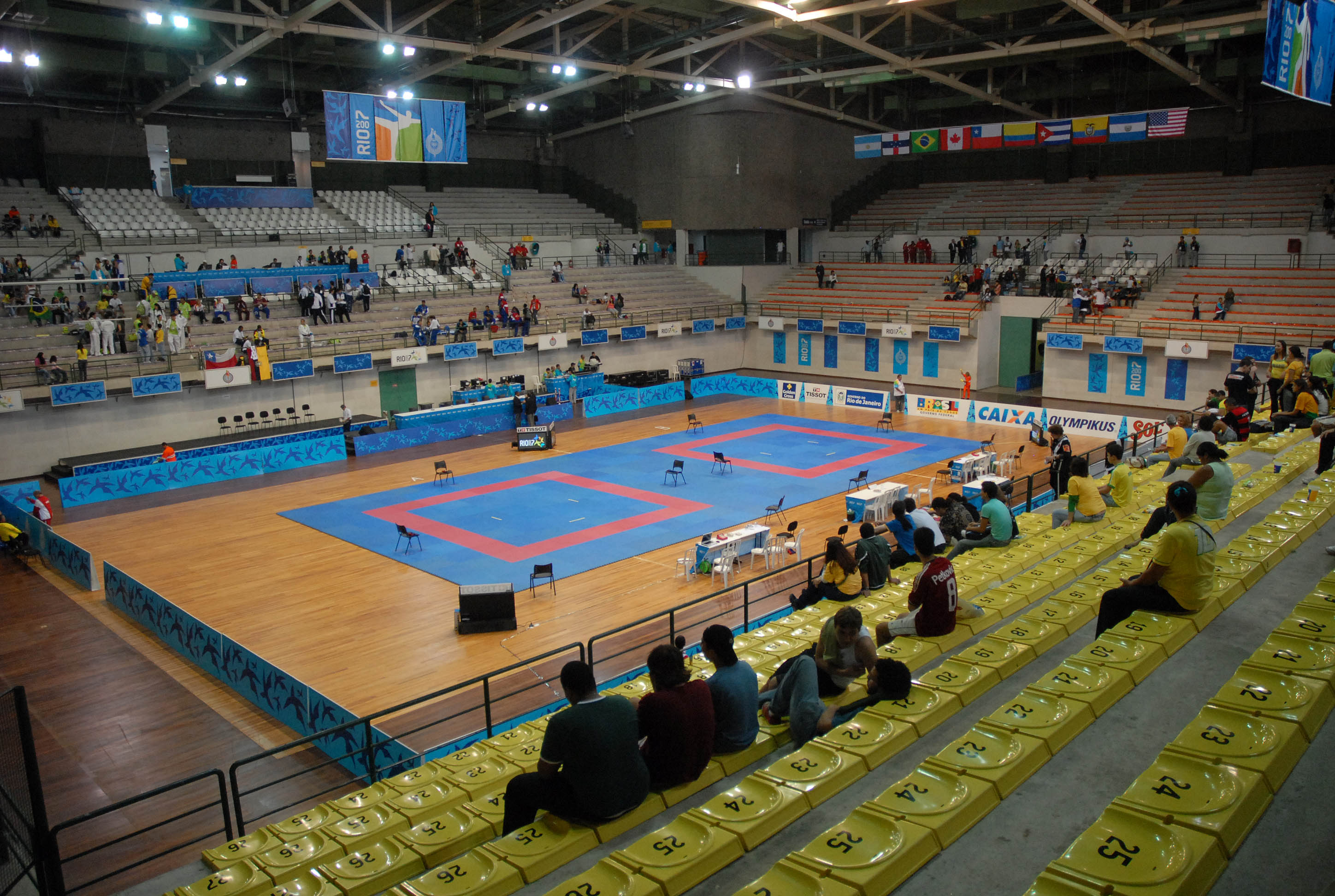
於米埃西莫·達席爾瓦綜合運動場舉行的2007年泛美運動會

米埃西莫·達席爾瓦綜合運動場（葡萄牙語：Centro Esportivo Miécimo da Silva）是一座位於巴西里约热内卢的奧運級別綜合運動場，場內設施包括游泳池、室內競技場、多用途運動場、小型運動場，為拉丁美洲最大的綜合運動場之一。
運動場於1982年開幕，曾舉辦多項國際性賽事，包括2007年泛美運動會等。

## 外部連結
- Venue information （页面存档备份，存于）

22°58′31″S 43°23′25″W / 22.97528°S 43.39028°W